# Родригес, Майком Дэвид
Майком Дэвид Режис Родригес (порт.-браз. Maicom David Regis Rodrigues; род. 9 июля 2000, Баия) — бразильский футболист, полузащитник казахстанского клуба «Елимай».

## Клубная карьера
Футбольную карьеру начинал в 2018 году в составе клуба «Жакуипенсе».
В июле 2022 года стал игроком португальского клуба «Синтренсе».
В 2023 году перешёл в литовский клуб «Джюгас». 8 июля 2023 года в матче против клуба «Хегельманн» дебютировал в чемпионате Литвы (1:2). 15 августа 2023 года в матче против клуба «Судува» дебютировал в кубке Литвы (0:0).
В январе 2024 года подписал контракт с клубом «Елимай».

## Клубная статистика
| Игровая карьера | Игровая карьера | Игровая карьера | Лига | Лига | Кубок | Кубок | Межд. | Межд. | Др. | Др. |
| --------------- | --------------- | --------------- | ---- | ---- | ----- | ----- | ----- | ----- | --- | --- |
| 2018            | Жакуипенсе      | ?               | 0    | 0    | —     | —     | —     | —     | —   | —   |
| 2022/23         | Синтренсе       | ?               | 23   | 0    | —     | —     | —     | —     | —   | —   |
| 2023            | Джюгас          | А               | 16   | 2    | 2     | 0     | —     | —     | 2   | 0   |
| 2024            | Елимай          | А               | 20   | 1    | 8     | 0     | —     | —     | —   | —   |